# Czerwieńsk II (gromada)
Czerwieńsk II (od 1957 Czerwieńsk) – dawna gromada, czyli najmniejsza jednostka podziału terytorialnego Polskiej Rzeczypospolitej Ludowej w latach 1954–1972.
Gromady, z gromadzkimi radami narodowymi (GRN) jako organami władzy najniższego stopnia na wsi, funkcjonowały od reformy reorganizującej administrację wiejską przeprowadzonej jesienią 1954 do momentu ich zniesienia z dniem 1 stycznia 1973, tym samym wypierając organizację gminną w latach 1954–1972.
Gromadę Czerwieńsk II z siedzibą GRN w Czerwieńsku (wówczas wsi, nie wchodzącej w skład gromady) utworzono – jako jedną z 8759 gromad na obszarze Polski – w powiecie zielonogórskim w woj. zielonogórskim na mocy uchwały nr V/29/54 WRN w Zielonej Górze z dnia 5 października 1954. W skład jednostki weszły obszary dotychczasowych gromad Wysokie i Łężyca ze zniesionej gminy Czerwieńsk oraz obszary dotychczasowych gromad Płoty i Zagórze ze zniesionej gminy Płoty w tymże powiecie. Dla gromady ustalono 11 członków gromadzkiej rady narodowej.
1 stycznia 1958 do gromady Czerwieńsk włączono obszar zniesionej gromady Nietków w tymże powiecie.
1 stycznia 1972 do gromady Czerwieńsk włączono tereny o powierzchni 616 ha z miasta Czerwieńsk w tymże powiecie.
Gromada przetrwała do końca 1972 roku, czyli do kolejnej reformy gminnej. 1 stycznia 1973 w powiecie zielonogórskim reaktywowano gminę Czerwieńsk.
Uwaga: Wyróżnik „II” w nazwie gromady został zastosowany w celu odróżnienia jej od gromady Czerwieńsk I, także z siedzibą władz w Czerwieńsku, lecz składającej się z samego Czerwieńska. Po zniesieniu gromady Czerwieńsk I z dniem 1 stycznia 1957 (nadano jej status osiedla), wyróżnik „II” stał się zbędny.